# Всеобщие выборы в Аргентине (2011)
По новому закону о выборах принятому в декабре 2009: меняется порядок выборов депутатов и введение открытых обязательных праймериз. Предварительные президентские выборы состоялись 14 августа 2011, основные выборы назначены на 23 октября. Второй тур выборов состоится, если будет необходимость, 20 ноября 2011.

## Президентские выборы
Президент и вице-президент были избраны во втором туре выборов. Кандидаты, которые получили менее 1,5 % голосов на предварительных президентских выборах 14 августа 2011 будут исключены из списка на выборах 23 октября. Второй тур выборов 20 ноября может не состояться, если один из кандидатов наберёт 45 % голосов в первом туре, или 40 % голосов, а второй кандидат 10 % голосов.

## Выборы в законодательные органы
Все 23 провинций Аргентины и автономный город Буэнос-Айрес проведут выборы с целью выбрать новых депутатов в нижнюю палату Парламента. Каждая провинция и автономный город избирают депутатов примерно пропорционально численности их населения.
Восемь провинций (Провинция Буэнос-Айрес, Формоса, Жужуй, Ла-Риоха, Мисьонес, Сан-Хуан, Сан-Луис и Санта-Крус), должны избрать по трёх сенаторов от каждой провинции (по два от крупных партий или коалиций, по одному от мелких партий).

## Провинциальные выборы
В большинстве провинций также будут избраны губернаторы и чиновники в течение года, хотя большинство из них изберут в тот же день, когда состоятся всеобщие выборы. Одновременно пройдут выборы в муниципалитетах, а также изберут мэров некоторых городов.
На выборах губернатора провинции Буэнос-Айрес, будут участвовать: губернатор Даниэль Сиоли от партии Фронт за победу и лидер правых перонистов Франсиско де Нарваес, а в провинции Санта-Фе, действующий губернатор-социалист Гермес Биннер будет баллотироваться на пост президента страны. Кандидат от социалистов Антонио Бонфатти был избран новым губернатором провинции.

## Справочная информация о кампании на пост президента
Пять партий являются претендентами на второй тур президентских выборов:
- Фронт за победу — Правящая партия во главе с президентом Кристиной Фернандес де Киршнер, и их союзники[7] ФЗП базируется в основном на левоцентристской Хустиалистской партии (ХП) которая поддерживает нынешнее правительство.
- Федеральный перонизм или диссидентский перонизм: центристская консервативная партия отличие от партии правительства и их союзников, эту партию поддерживает партия Предложение республике. Эта коалиция оставалась разделённой между партией Народный фронт Эдуардо Дуальде и партией Unión Popular Альберто Родригеса Саа.
- Гражданский радикальный союз: во главе с конгрессменом Рикардо Альфонсином, и их сторонниками, в их числе федеральные перонисты под предводительством Франсиско де Нарваеса.
- Прогрессивная партия Аргентины: социалистическая партия, во главе с губернатором Гермесом Биннером, и которую поддерживают мелкие партии.
- Гражданская коалиция. Партия, во главе с конгрессменом Элиза Каррио, была частью блока Гражданское и социальное согласие, но отделилась от него в августе 2010 года[8].
- Левый рабочий фронт: коалиция троцкистских партий (Социалистическая партия трудящихся, Социалистическая левая и Рабочая партия), во главе с Хорхе Альтамира[9]

### Фронт за победу
Партия Фронт за победу (ФЗП) являющаяся частью от Хустисиалистской партии выбрала своим кандидатом действующего президента Кристину Киршнер.
Президент Кристина Фернандес де Киршнер потеряла часть своей популярности в ходе конфликта с фермерами в 2008 году и возглавляемая ею партия Фронт за победу потеряла абсолютное большинство в обеих палатах Конгресса во время выборов 2009 года Её рейтинги, улучшались в течение 2010 года. Впрочем в 2011 году избирательная кампания началась с утверждения что г-жа Киршнер наберёт около 58 % голосов избирателей. И что она, вероятно, будет переизбрана уже в первом туре.
Президент не делала заявлений о намерении переизбираться на второй срок, в течение первых месяцев 2011 года. 23 июня, однако, она объявила о своём решении баллотироваться на переизбрание на пост президента. 25 июня она представила нового министра экономики, Амадо Бодоу. Киршнер одержала убедительную победу в праймериз 14 августа, получив чуть более 50 % и опередила занявшего второе место (Альфонсина) почти на 38 %, она выиграла во всех провинциях, кроме провинции Сан-Луис (где победил Родригес Саа), а также победила в типично анти-перонистском и анти-Киршнеровском городе Буэнос-Айрес.

### Федеральные перонисты
Право-центрисская партия Федеральный Перонизм избрала своим кандидатом бывшего президента Эдуардо Дуальде, который заявил о намерении участвовать в президентских выборах в декабре 2009 года.
Губернатор провинции Сан-Луис Альберто Родригес Саа и также бывший губернатор провинции Буэнос-Айрес Фелипе Сола также заявили о своём намерении баллотироваться на пост президента. Фелипе Сола увеличил свой потенциал , 16 мая заключив союз с консервативной республиканской партией Предложение республике (PRO). В то же время Дуальде и идущий за ним с небольшим отставанием Родригес Саа остаются фаворитами на выдвижение от своей партии..
Партия выбрала Дуальде своим официальным кандидатом 9 июня выдвижения. Родригес Саа, в свою очередь решил выдвигаться на выборы самостоятельно и объединился с бывшим губернатором провинции Санта-Фе Хосе Мария Верне в качестве вице-президента.

### Гражданский радикальный союз
Лево-центрисская партия Гражданский радикальный союз провела праймериз 28 апреля. Кандидатом партии был избран Рикардо Альфонсин, сын бывшего президента Рауля Альфонсина, в качестве вице-президента был избран лидер партии Эрнесто Санс;Санс был избран кандидатом на пост вице-президента 28 апреля. Вице-президент Хулио Кобос, заявил о своём намерении баллотироваться только в августе, во время праймериз, несмотря на то что кандидат партии на выборах был избран в апреле.
Партии ГРС и Социалистическая партия Аргентины вошли в избирательный блок в мае 2011, который возглавили Альфонсин и губернатор провинции Санта-Фе Гермес Биннер участвовали в августе в предварительных президентских выборах. Альфонсин в союзе с кандидатом перонистов Франсиско де Нарваесом губернатором провинции Буэнос-Айрес, Де Нарваес баллотировался на пост губернатора с одобрения Альфонсина в обмен на свою поддержку Альфонсина в кампании по выборам президента Аргентины.

### Социалисты
Кандидатуру Биннера на пост губернатора штата Буэнос-Айрес, одобрила лидер партии GEN Маргарита Столбизер после её разрыва с Альфонсином. Она официально объявила 11 июня о своей кандидатуре от партии Прогрессивный Фронт, она выбрала сенатора провинции Кордова Норму Морандини своей напарницей на выборах. Её союз с Соланасом распался.

### Гражданская коалиция
Лидер центристской партии Гражданская коалиция Элиза Каррио, первоначально намеревавшая отказаться от участия в президентских выборах, 12 декабря 2010 года объявила о своём намерении баллотироваться в президенты.. После предварительных выборов 14 августа Каррио отказалась от своего намерения из-за разочарования результатами выборов, на которых она получила 3 % голосов.

### Другие кандидаты
Первичные выборы 14 августа отбросили кандидатов: Серджио Пасторе, Хосе Боначчи, Алкиру Аргумедо — не достигших необходимых 1,5 % голосов, для участия во всеобщих выборах.

### Кандидаты
- Кристина Киршнер
- Рикардо Альфонсин
- Жорж Альтамира
- Альберто Родригес Саа
- Элиса Каррио
- Гермес Биннер
- Эдуардо Дуальде

## Результаты предварительных выборов 14 августа
Предварительные выборы Президента состоялись 14 августа.
| Итоговый результат; 100 % голосов.                                                                |                                   |            |         |
| Кандидат                                                                                          | Партия                            | Голосов    | %       |
| Кристина Фернандес де Киршнер                                                                     | Фронт за победу—ХП                | 10 762 217 | 50,24 % |
| Рикардо Альфонсин                                                                                 | Союз за общественное развитие—ГРС | 2 614 211  | 12,20 % |
| Эдуардо Дуальде                                                                                   | Народный фрон—PJ                  | 2 595 996  | 12,12 % |
| Гермес Биннер                                                                                     | Широкий прогрессивный фронт—PS    | 2 180 110  | 10,18 % |
| Альберто Родригес Саа                                                                             | Федеральный перонизм—ФП           | 1 749 971  | 8,17 %  |
| Элиса Каррио                                                                                      | Гражданская коалиция—CC ARI       | 689 033    | 3,22 %  |
| Хорхе Альтамира                                                                                   | Левый рабочий фронт—РП            | 527 237    | 2,46 %  |
| Алкира Аргумедо                                                                                   | Южный проект                      | 190 094    | 0,89 %  |
| Серджио Пасторе                                                                                   | Neighbors' Action Movement        | 65 031     | 0,30 %  |
| Хосе Боначчи                                                                                      | Popular Field Party               | 48 774     | 0,23 %  |
| Проголосовало за                                                                                  | Проголосовало за                  | 21 422 674 |         |
| Не проголосовало                                                                                  | Не проголосовало                  | 1 007 753  | 4,44 %  |
| Воздержались                                                                                      | Воздержались                      | 274 951    | 1,21 %  |
| Всего                                                                                             | Всего                             |            | 81,41 % |
| Источник: Precandidatos fórmula presidencial — Elecciones primarias — 14 de agosto de 2011 (исп.) |                                   |            |         |

## Данные опросов
Многочисленные консалтинговые фирмы проводили социологически опросые в течение всей кампании, в которой респонденты выбирали из числа объявленных или потенциальныхкандидатов первого тура выборов.
| Газета                 | Дата публикации | Альфонсин | Биннер | Каррио | Дуальде | Киршнер | Макри | Родригес Саа | Другие | DK/NR | Источник |
| ---------------------- | --------------- | --------- | ------ | ------ | ------- | ------- | ----- | ------------ | ------ | ----- | -------- |
| Ibarómetro             | 12 января       | 12.1      | --     | --     | 10.4    | 40.0    | 8.7   | --           | 4.2    | --    |          |
| Opinión Autenticada    | 9 марта         | 11.6      | --     | 3.9    | 7.2     | 30.5    | 12.6  | 3.1          | 19.4   | 11.7  |          |
| Aresco                 | 7 апреля        | 9.6       | --     | 6.6    | 14.2    | 49.9    | 12.7  | --           | 6.9    | --    |          |
| Equis                  | 28 апреля       | 6.1       | --     | 2.4    | 5.3     | 44.0    | 11.1  | --           | 14.4   | 16.9  |          |
| Aresco                 | 16 мая          | 10.8      | --     | 7.2    | 15.3    | 45.1    | *     | --           | --     | --    |          |
| Ibarómetro             | 16 мая          | 12.0      | --     | --     | --      | 44.6    | 9.9   | 9.0          | --     | --    |          |
| OPSM                   | 16 мая          | 18.4      | --     | 5.1    | 11.1    | 41.7    | *     | 7.3          | --     | --    |          |
| Ricardo Rouvier        | 16 мая          | 22.3      | --     | 4.8    | 6.6     | 49.8    | *     | 6.0          | --     | --    |          |
| Isonomía               | 25 мая          | 12.6      | 5.6    | 8.0    | 10.1    | 41.2    | *     | 5.4          | 9.3    | --    |          |
| OPSM                   | 7 июня          | 14.6      | 13.4   | 4.8    | 9.7     | 40.8    | *     | 8.2          | --     | 10.5  |          |
| CEOP                   | 12 июня         | 12.8      | 4.3    | 5.9    | 7.5     | 48.2    | *     | 5.5          | 4.5    | 8.4   |          |
| Management & Fit       | 12 июня         | 15.3      | 5.1    | 4.0    | 5.8     | 33.4    | *     | 7.0          | 1.1    | 23.5  |          |
| Nueva Comunicación     | 14 июня         | 16.7      | 8.0    | 8.0    | 12.3    | 34.3    | *     | 8.0          | 3.7    | 9.3   |          |
| Aresco                 | 20 июня         | 14.0      | 7.5    | 6.9    | 16.3    | 40.5    | *     | 5.1          | 9.7    | --    |          |
| Aresco                 | 28 июля         | 15.3      | 6.9    | 8.2    | 21.1    | 36.1    | *     | 3.6          | 8.8    | --    |          |
| Graciela Römer & Asoc. | 1 августа       | 15.9      | 6.3    | 5.5    | 9.9     | 40.4    | *     | 4.1          | 1.0    | 16.9  |          |
| Opinión Autenticada    | 1 августа       | 19.7      | 5.2    | 4.0    | 13.1    | 38.1    | *     | 6.1          | 1.1    | 12.0  |          |
| Equis                  | 28 августа      | 8.2       | 13.4   | 1.4    | 7.6     | 52.1    | *     | 9.9          | 4.8    | 2.6   |          |

* Withdrew